# Bifrost (album fra 1976)
 For Ikke at forveksle med gruppens syvende album: Bifrost (album fra 1984). Andre, se Bifrost. (Se også artikler, som begynder med Bifrost)
Bifrost er debutalbummet fra den danske gruppe af samme navn, udgivet 1976 på CBS Records.

## Numre
Albummet indeholder følgende numre:
| 1. | "Faldet"           | Tom Lundén | 4:02 |
| 2. | "Frihedskæmperen"  | Tom Lundén | 2:45 |
| 3. | "Narredans"        | Annapurna  | 5:16 |
| 4. | "Hovedvejskapring" | Tom Lundén | 3:04 |
| 5. | "Lisom blade"      | Tom Lundén | 4:30 |

| 6.  | "Osse jeg"             | Annapurna (tekst), Finn Jensen (musik) | 2:35 |
| 7.  | "12 fælder"            | Tom Lundén                             | 6:28 |
| 8.  | "Spejlstorm"           | Tom Lundén                             | 5:48 |
| 9.  | "Idaho" (instrumental) | Ida Klemann                            | 2:31 |
| 10. | "Vandringssangen"      | Tom Lundén                             | 3:22 |

## Medvirkende
På albummet medvirkede følgende:
Gruppens medlemmer
- Tom Lundén: sang, piano, el-klaver, hammondorgel, synthesizer, harmonika
- Ida Klemann: sang, fløjte
- Annapurna: sang
- Finn Jensen: sang, akustisk og el-guitar, fløjte, percussion
- Torben Andersen: harmonika, hammondorgel, klaver, synthesizer
- Asger Skjold-Rasmussen: bas, synthesizer
- Mogens Fischer: trommer, percussion

Øvrige medvirkende
- Mikael Miller: tamburin (på "Faldet"), mandolin og kor (på "Lisom blade")
- Leif Roden: producer, klokkespil (på "Osse jeg")
- Jesper Nehammer: tenorsaxofon (på "Hovedvejskapring" og "Spejlstorm")
- Anders Gårdmand: tenor- og barytonsaxofon (på "Hovedvejskapring")
- Jens Haack: tenorsaxofon og trompet (på "Hovedvejskapring")